# Mioska
Mioska (cyr. Миоска) – wieś w Czarnogórze, w gminie Kolašin. W 2011 roku liczyła 39 mieszkańców.